# Шенов
Шено́в (фр. Chenôve) — коммуна во Франции, находится в регионе Бургундия. Департамент коммуны — Кот-д’Ор. Входит в состав кантона Шенов. Округ коммуны — Дижон.
Код INSEE коммуны — 21166.

## Население
Население коммуны на 2010 год составляло 14 045 человек.
| 1962 | 1968   | 1975   | 1982   | 1990   | 1999   | 2010   |
| ---- | ------ | ------ | ------ | ------ | ------ | ------ |
| 5517 | 17 155 | 21 448 | 19 389 | 17 721 | 16 250 | 14 045 |

## Экономика
В 2010 году среди 8717 человек трудоспособного возраста (15—64 лет) 6199 были экономически активными, 2518 — неактивными (показатель активности — 71,1 %, в 1999 году было 69,2 %). Из 6199 активных жителей работали 5152 человека (2605 мужчин и 2547 женщин), безработных было 1047 (545 мужчин и 502 женщины). Среди 2518 неактивных 871 человек были учениками или студентами, 694 — пенсионерами, 953 были неактивными по другим причинам.